# Klass A 1953
L'edizione 1953 della Klass A fu il 16ª del massimo campionato sovietico di calcio; fu vinto dal Spartak Mosca, giunto al suo quinto titolo.

## Formula
I club partecipanti furono 12, ma dopo tre gare l'MVO (nel frattempo spostatosi da Kalinin a Mosca) si ritirò e i suoi risultati furono annullati. Il campionato fu quindi disputato tra soli undici squadre contro le quindici della stagione precedente: oltre al citato MVO Mosca, infatti, non parteciparono le retrocesse VVS Mosca, Daugava Rīga, Šachtër Stalino, Dinamo Minsk e l'esclusa CDSA Mosca, sostituite da
Le squadre si incontrarono tra di loro in gare di andata e ritorno per un totale di 22 turni e 20 partite per squadra: il sistema prevedeva due punti per la vittoria, uno per il pareggio e zero per la sconfitta.
Erano previste due retrocessioni in seconda divisione al termine della stagione.

## Squadre partecipanti
| Club              | Città      | Repubblica    | Stagione precedente                        |
| ----------------- | ---------- | ------------- | ------------------------------------------ |
| Dinamo Kiev       | Kiev       | RSS Ucraina   | 2° in Klass A                              |
| Dinamo Leningrado | Leningrado | RSFS Russa    | 5° in Klass A                              |
| Dinamo Mosca      | Mosca      | RSFS Russa    | 3° in Klass A                              |
| Dinamo Tbilisi    | Tbilisi    | RSS Georgiana | 4° in Klass A                              |
| Lokomotiv Charkiv | Charkiv    | RSS Ucraina   | 1° in Klass B, promosso                    |
| Lokomotiv Mosca   | Mosca      | RSFS Russa    | 9° in Klass A                              |
| MVO Mosca         | Mosca      | RSFS Russa    | 6° in Klass A, col nome di Kalinin         |
| Spartak Mosca     | Mosca      | RSFS Russa    | Campione sovietico                         |
| Spartak Vilnius   | Vilnius    | RSS Lituana   | 2° in Klass B, promosso                    |
| Torpedo Mosca     | Mosca      | RSFS Russa    | 10° in Klass A                             |
| Zenit Kujbyšev    | Kujbyšev   | RSFS Russa    | 8° in Klass A, col nome di Kryl'ja Sovetov |
| Zenit Leningrado  | Leningrado | RSFS Russa    | 7° in Klass A                              |

## Classifica finale
|                             | Pos. | Squadra           | Pt | G  | V  | N | P  | GF | GS | DR  |
| --------------------------- | ---- | ----------------- | -- | -- | -- | - | -- | -- | -- | --- |
| Unione Sovietica (bandiera) | 1.   | Spartak Mosca     | 29 | 20 | 11 | 7 | 2  | 47 | 15 | +32 |
|                             | 2.   | Dinamo Tbilisi    | 27 | 20 | 11 | 5 | 4  | 39 | 24 | +15 |
|                             | 3.   | Torpedo Mosca     | 25 | 20 | 11 | 3 | 6  | 34 | 34 | +0  |
|                             | 4.   | Dinamo Mosca      | 23 | 20 | 8  | 7 | 5  | 34 | 19 | +15 |
|                             | 5.   | Zenit Leningrado  | 23 | 20 | 11 | 1 | 8  | 25 | 21 | +4  |
|                             | 6.   | Lokomotiv Mosca   | 18 | 20 | 6  | 6 | 8  | 21 | 28 | -7  |
|                             | 7.   | Zenit Kujbyšev    | 17 | 20 | 6  | 5 | 9  | 22 | 25 | -3  |
|                             | 8.   | Dinamo Kiev       | 17 | 20 | 6  | 5 | 9  | 22 | 26 | -4  |
|                             | 9.   | Lokomotiv Charkiv | 16 | 20 | 6  | 4 | 10 | 19 | 34 | -15 |
|                             | 10.  | Dinamo Leningrado | 14 | 20 | 5  | 4 | 11 | 20 | 33 | -13 |
|                             | 11.  | Spartak Vilnius   | 11 | 20 | 2  | 7 | 11 | 10 | 33 | -23 |
|                             | 12.  | MVO Mosca         | 6  | 6  | 2  | 2 | 2  | 6  | 5  | +1  |

## Classifica marcatori
| Gol |  |  | Giocatore              | Squadra           |
| --- |  |  | ---------------------- | ----------------- |
| 11  |  |  | Nikita Simonjan        | Spartak Mosca     |
| 11  |  |  | Avtandil Ghoghoberidze | Dinamo Tbilisi    |
| 9   |  |  | Vitalij Vackevič       | Torpedo Mosca     |
| 8   |  |  | Georgij Borzenko       | Lokomotiv Charkiv |
| 8   |  |  | Pëtp Katrovskij        | Zenit Leningrado  |
| 8   |  |  | Boris Tatušin          | Spartak Mosca     |

## Risultati

### Tabellone
|                          | SpM | DiT | ToM | DiM | ZeL | LoM | KSK | DiK | LoC | DiL | SpV |
| Spartak Mosca            |     | 4-1 | 7-1 | 1-1 | 3-0 | 1-1 | 1-0 | 3-1 | 3-0 | 2-0 | 7-0 |
| Dinamo Tbilisi           | 0-0 |     | 4-0 | 3-2 | 3-1 | 3-0 | 2-1 | 3-0 | 2-0 | 5-0 | 2-1 |
| Torpedo Mosca            | 1-1 | 4-1 |     | 3-8 | 2-1 | 0-0 | 5-1 | 3-2 | 2-0 | 2-1 | 2-0 |
| Dynamo Mosca             | 2-2 | 2-2 | 0-1 |     | 2-0 | 3-1 | 1-1 | 2-0 | 0-0 | 2-0 | 0-0 |
| Zenit Leningrado         | 1-0 | 2-1 | 0-2 | 1-0 |     | 1-0 | 0-0 | 2-1 | 5-2 | 1-2 | 1-0 |
| Lokomotiv Mosca          | 3-3 | 4-2 | 1-0 | 0-3 | 0-4 |     | 1-1 | 1-2 | 4-1 | 2-1 | 2-0 |
| Kryl'ja Sovetov Kujbyšev | 0-0 | 1-2 | 0-2 | 1-0 | 1-2 | 2-0 |     | 0-1 | 5-0 | 1-3 | 3-0 |
| Dinamo Kiev              | 0-2 | 0-1 | 3-1 | 1-0 | 1-0 | 0-1 | 0-1 |     | 3-0 | 3-3 | 1-1 |
| Lokomotiv Carkiv         | 1-0 | 1-1 | 0-0 | 0-2 | 0-2 | 1-0 | 5-2 | 1-1 |     | 2-0 | 2-0 |
| Dinamo Leningrado        | 1-3 | 0-0 | 1-2 | 1-3 | 0-1 | 0-0 | 0-1 | 1-1 | 2-1 |     | 1-0 |
| Spartak Vilnius          | 1-4 | 1-1 | 3-1 | 1-1 | 1-0 | 0-0 | 0-0 | 0-0 | 0-2 | 1-3 |     |